# Velvet (アルバム)
『Velvet』（ベルベット）は、Winkの4枚目のオリジナル・アルバム。1990年7月11日にポリスターより発売された。初回盤は三方背ケース仕様となっている。

## 概要
Winkにとって1つ目のターニングポイントとなるオリジナル・アルバム。これまでは洋楽のカバー楽曲を多く収録してきたが、本作から徐々にオリジナル楽曲がアルバムに増えて行く。アートワークはこれまでのイメージと異なり、幻想的な世界がジャケットに投影されている。また、本作から1992年11月発売のアルバム『Nocturne 〜夜想曲〜』まで、メイン・アレンジャーに門倉聡を迎えての作品が続くこととなる。
ノーランズのカバーでオリコン・シングルチャート1位を獲得したヒット・シングル「Sexy Music」はリミックス・ヴァージョンで収録。ほか、同じくノーランズの1980年のヒット曲「ダンシング・シスター」(原題：I'm In the Mood for Dancing) のカバーや、クール&ザ・ギャング「Cherish」のカバー、二人のソロ曲など全10曲が収録されている。
規格品番はそれぞれ、1990年7月11日リリース - CD:PSCR-1010、カセット:PSTR-1010。2013年12月18日リリース・タワーレコード限定盤 - Blu-spec CD:XQJX-1043。2018年7月11日リリース - UHQCD:PSCR-6261。
2018年7月11日には、リマスタリングを施した高音質UHQCDがリリースされ、レコチョク、およびe-onkyo music（オンキヨー）、mora（レーベルゲート）などの音楽配信サイトでハイレゾ版（96kHz/24bit）を含むダウンロードアルバムの配信が開始された。

## 収録曲

### CD
| 全編曲: 門倉聡（M-9を除く）、M-9: 船山基紀。 |                                                                                 |                                           |                                           |       |
| #                                            | タイトル                                                                        | 作詞                                      | 作曲                                      | 時間  |
| 1.                                           | 「Sexy Music」(Remix) (日本語詞: 及川眠子)                                      | Ben Findon・Mike Myers・Bob Puzey         | Ben Findon・Mike Myers・Bob Puzey         | 5:03  |
| 2.                                           | 「Rainy Lonely Pavement」                                                       | 森本抄夜子                                | 羽場仁志                                  | 3:49  |
| 3.                                           | 「夏服のジュリエット 〜Dos Hombres〜」(日本語詞: 及川眠子) (相田翔子ソロ)       | Jamey Jaz・Ren Toppano・Gabriela Martinez | Jamey Jaz・Ren Toppano・Gabriela Martinez | 5:06  |
| 4.                                           | 「Unshakable」(日本語詞: 森本抄夜子)                                            | Patrick DeRemer・Jan Buckingham           | Patrick DeRemer・Jan Buckingham           | 5:01  |
| 5.                                           | 「雨に願いを」                                                                  | 及川眠子                                  | 尾関昌也                                  | 4:17  |
| 6.                                           | 「銀星倶楽部 〜I'm In Mood For Dancing〜」(日本語詞: 森本抄夜子) (相田翔子ソロ) | Ben Findon・Mike Myers・Bob Puzey         | Ben Findon・Mike Myers・Bob Puzey         | 4:19  |
| 7.                                           | 「あの夏のシーガル 〜Cherish〜」(日本語詞: 及川眠子) (鈴木早智子ソロ)           | Ronald Bell・James Taylor・Kool&The Gang  | Ronald Bell・James Taylor・Kool&The Gang  | 4:54  |
| 8.                                           | 「I'm Gonna Knock On Your Door」(日本語詞: 及川眠子)                            | Aaron Schroeder・Sid Wayne                | Aaron Schroeder・Sid Wayne                | 4:06  |
| 9.                                           | 「贅沢な孤独」(鈴木早智子ソロ)                                                  | 森本抄夜子                                | 中西圭三・小西貴雄                        | 3:53  |
| 10.                                          | 「月夜の真珠貝」                                                                | 及川眠子                                  | 尾関昌也                                  | 4:47  |
| 合計時間:                                    | 合計時間:                                                                       | 合計時間:                                 | 合計時間:                                 | 45:21 |

| #         | タイトル                             | 作詞                              | 作曲                              | 時間  |
| --------- | ------------------------------------ | --------------------------------- | --------------------------------- | ----- |
| 11.       | 「Sexy Music」(シングル・バージョン) | Ben Findon・Mike Myers・Bob Puzey | Ben Findon・Mike Myers・Bob Puzey | 3:40  |
| 合計時間: | 合計時間:                            | 合計時間:                         | 合計時間:                         | 48:59 |

| 全編曲: 門倉聡（M-9を除く）、M-9, M-11: 船山基紀。 |                                                                                 |                                           |                                           |      |
| #                                                  | タイトル                                                                        | 作詞                                      | 作曲                                      | 時間 |
| 1.                                                 | 「Sexy Music」(Remix) (日本語詞: 及川眠子)                                      | Ben Findon・Mike Myers・Bob Puzey         | Ben Findon・Mike Myers・Bob Puzey         | 5:03 |
| 2.                                                 | 「Rainy Lonely Pavement」                                                       | 森本抄夜子                                | 羽場仁志                                  | 3:49 |
| 3.                                                 | 「夏服のジュリエット 〜Dos Hombres〜」(日本語詞: 及川眠子) (相田翔子ソロ)       | Jamey Jaz・Ren Toppano・Gabriela Martinez | Jamey Jaz・Ren Toppano・Gabriela Martinez | 5:06 |
| 4.                                                 | 「Unshakable」(日本語詞: 森本抄夜子)                                            | Patrick DeRemer・Jan Buckingham           | Patrick DeRemer・Jan Buckingham           | 5:01 |
| 5.                                                 | 「雨に願いを」                                                                  | 及川眠子                                  | 尾関昌也                                  | 4:17 |
| 6.                                                 | 「銀星倶楽部 〜I'm In Mood For Dancing〜」(日本語詞: 森本抄夜子) (相田翔子ソロ) | Ben Findon・Mike Myers・Bob Puzey         | Ben Findon・Mike Myers・Bob Puzey         | 4:19 |
| 7.                                                 | 「あの夏のシーガル 〜Cherish〜」(日本語詞: 及川眠子) (鈴木早智子ソロ)           | Ronald Bell・James Taylor・Kool&The Gang  | Ronald Bell・James Taylor・Kool&The Gang  | 4:54 |
| 8.                                                 | 「I'm Gonna Knock On Your Door」(日本語詞: 及川眠子)                            | Aaron Schroeder・Sid Wayne                | Aaron Schroeder・Sid Wayne                | 4:06 |
| 9.                                                 | 「贅沢な孤独」(鈴木早智子ソロ)                                                  | 森本抄夜子                                | 中西圭三・小西貴雄                        | 3:53 |
| 10.                                                | 「月夜の真珠貝」                                                                | 及川眠子                                  | 尾関昌也                                  | 4:47 |

| #         | タイトル               | 作詞      | 作曲           | 時間  |
| --------- | ---------------------- | --------- | -------------- | ----- |
| 11.       | 「いちばん哀しい薔薇」 | 及川眠子  | 鈴木キサブロー | 4:24  |
| 合計時間: | 合計時間:              | 合計時間: | 合計時間:      | 49:43 |

### 曲解説
1. Sexy Music (Remix)
  - 7枚目のシングル表題曲のリミックス・ヴァージョン。
2. Rainy Lonely Pavement
3. 夏服のジュリエット 〜Dos Hombres〜
  - 相田翔子ソロ。CARMIN「Dos Hombres」のカバー。
4. Unshakable
5. 雨に願いを
6. 銀星倶楽部 〜I'm In Mood For Dancing〜
  - 相田翔子ソロ。ノーランズ「I'm In The Mood For Dancing」のカバー。
  - イギリスのテレビ番組『Noel's Addicts』では、オリジナル歌手のノーランズが本曲の日本語詞で歌唱したことがある。
7. あの夏のシーガル 〜Cherish〜
  - 鈴木早智子ソロ。クール&ザ・ギャング「Cherish」のカバー。
8. I'm Gonna Knock On Your Door
  - 原曲はエディ・ホッジスの同名曲。
9. 贅沢な孤独
  - 鈴木早智子ソロ。
10. 月夜の真珠貝

#### 2018年盤 ボーナス・トラック
1. いちばん哀しい薔薇
  - 「Sexy Music」のカップリング曲。